# Quatre Jours des As-en-Provence
Les Quatre Jours des As-en-Provence sont une course cycliste française disputée au mois d'août dans le département des Bouches-du-Rhône, en région Provence-Alpes-Côte d'Azur. Elle est organisée par l'Association cycliste des As-en-Provence. 
L'épreuve est inscrite au calendrier national de la Fédération française de cyclisme.

## Palmarès depuis 2009
| Année | Vainqueur             | Deuxième                 | Troisième            |
| ----- | --------------------- | ------------------------ | -------------------- |
| 2009  | Pim Ligthart          | Alo Jakin                | Nicolas Boisson      |
| 2010  | Yohan Cauquil         | Thomas Lebas             | Romain Ramier        |
| 2011, | Émilien Viennet       | Kévin Pigaglio           | Benjamin Le Roscouët |
| 2012  | Sébastien Reichenbach | Pierre Bonnet            | Quentin Bernier      |
| 2013  | Jarno Gmelich         | Jules Pijourlet          | Adrien Bonnefoy      |
| 2014  | Julien Bernard        | Mathieu Delarozière      | Julien Loubet        |
| 2015  | Renaud Pioline        | Pierre Bonnet            | Florian Dumourier    |
| 2016  | Karl Patrick Lauk     | Maxime Roger             | Paul Sauvage         |
| 2017  | Karl Patrick Lauk     | Sébastien Fournet-Fayard | Romain Guillot       |
| 2018  | Romain Campistrous    | Arnaud Pfrimmer          | Pierre Bonnet        |
| 2019  | Sten Van Gucht        | Jérémy Cabot             | Rémi Aubert          |
| 2020  | Lucas Papillon        | Théo Degache             | Romain Chan-Tsin     |
| 2021  | Karl Patrick Lauk     | Thomas Chassagne         | Tristan Delacroix    |
| 2022  | Antoine Debons        | Siim Kiskonen            | Alexandre Desroches  |